# Göhrde
Göhrde település Németországban, azon belül Alsó-Szászország tartományban. Lakosainak száma 559 fő (2023. december 31.).

## Népesség
A település népességének változása:
| Lakosok száma | 607  | 593  | 581  | 585  | 588  | 559  |
|               | 2016 | 2017 | 2019 | 2021 | 2022 | 2023 |